# Cipriano Cassamá
Cipriano Cassamá, também grafado como Cypriano Gassama,  (Bula, Guiné-Bissau, 1959) é um político da Guiné-Bissau, membro do Partido Africano para a Independência da Guiné e Cabo Verde (PAIGC). Foi ministro do Interior entre agosto de 2008 e janeiro de 2009. É o atual presidente da Assembleia Nacional Popular, ocupando o cargo desde 2014, e vice-presidente do Comité Interparlamentar da União Económica e Monetária da África de Oeste (CIP-UEMAO).

## Biografia
Cipriano nasceu em 1959 no seio de uma família modesta na vila de Bula, na Região de Cacheu, norte da Guiné-Bissau. Formou-se em agronomia em 1985 na Argélia, sendo atualmente estudante de direito na Faculdade de Direito de Bissau.
É vice-presidente do Comité interparlamentar da União Económica e Monetária da África de Oeste (CIP-UEMAO).
É casado, sendo pai de cinco filhos.

### Percurso político
Aderiu ao PAIGC em 1973, já no final da luta armada pela libertação nacional. Após regressar dos estudos, trabalhou como delegado do Ministério de Agricultura e Desenvolvimento Rural na região de Bolama-Bijagós.
Em 1990, com trinta e um anos de idade, foi nomeado diretor-geral de Florestas e Caça no Ministério de Agricultura e Desenvolvimento Rural. Após as primeiras eleições que tiveram lugar na Guiné-Bissau em 1994, foi nomeado secretario de Estado de Turismo, Ambiente e Artesanato, no governo liderado por Manuel Saturnino da Costa. Na mesma altura foi promovido a ministro da tutela, no âmbito de uma remodelação governamental.
Em 1997 foi nomeado pelo então presidente da República Nino Vieira como o seu conselheiro para as áreas da Agricultura, do Ambiente, dos Recursos Naturais e das Infraestruturas, com categoria de ministro de Estado e porta-voz da presidência da República, desempenhando essas funções até o início da guerra civil de 1998-1999.
Cassamá foi o porta-voz do presidente Nino Vieira na época da guerra civil de 1998-1999. Quando o então primeiro-ministro Francisco Fadul comparou Nino Vieira a António de Oliveira Salazar durante uma visita a Portugal, a 19 de abril de 1999, Cassamá criticou Fadul pelo uso de "linguagem propositadamente ofensiva e agressiva". Após o fim da guerra civil, e da deposição de Nino Vieira, Cassamá foi preso, juntamente com Conduto de Pina, no início de fevereiro de 2000, por supostamente incitar a guerra e apoiar a ocupação estrangeira. Mais tarde foi acusado de peculato, juntamente com uma série de outros que tinham servido com Nino Vieira, vindo a ser absolvido pelo Tribunal Regional de Bissau no início de junho de 2003. Serviu posteriormente como presidente do grupo parlamentar do PAIGC. Embora o PAIGC houvesse repudiado Nino Vieira, Cassamá esteve entre aqueles que deram as boas vindas ao antigo presidente quando este regressou do exílio a Bissau a 7 de abril de 2005.
A 17 de março de 2008, Cassamá apresentou a sua candidatura a concorrer ao cargo de presidente do PAIGC no próximo congresso do partido, aformando que poderia renovar-se e voltar a unir o partido. Foi considerado um dissidente dentro do partido. No Sétimo Congresso Ordinário do PAIGC, realizado em Gabú, Carlos Gomes Júnior "Cadogo" foi reeleito presidente do PAIGC, em 1 e 2 de julho de 2008; Cassamá foi candidato, mas recebeu apenas sessenta e um votos, ficando na quarta posição.
A 9 de agosto de 2008 Cassamá foi nomeado ministro do Interior, no governo do primeiro-ministro Carlos Correia. A sua nomeação como ministro do Interior foi considerada especialmente importante, uma vez que o ministério estava responsável por lidar com a eleição parlamentar de novembro de 2008. Nessa eleição o PAIGC obtivera uma maioria de 67 dos 100 lugares da Assembleia Nacional Popular, tendo Cassamá sido eleito para um lugar como candidato pela 10.ª circunscrição do PAIGC, Safim e Prabis.
Após um alegado ataque por "elementos da guarda presidencial" contra o chefe de Estado-Maior das Forças Armadas, general Batista Tagme Na Waie, a 4 de janeiro de 2009, Tagme Na Waie acusou Cassamá de ordenar o ataque. Um porta-voz da guarda presidencial afirmou que um fuzil havia disparado acidentalmente, e que nenhuma tentativa de assassinato ocorrera. Cassamá não foi incluído no governo do PAIGC nomeado a 7 de janeiro de 2009, sendo nomeado Lúcio Soares para o substituir como ministro do Interior.
Em junho de 2014 foi eleito presidente da Assembleia Nacional Popular.